# Pacifigorgia tupperi
Pacifigorgia tupperi är en korallart som beskrevs av Breedy och Rafael Guzmán 2003. Pacifigorgia tupperi ingår i släktet Pacifigorgia och familjen Gorgoniidae. Inga underarter finns listade i Catalogue of Life.